# Calliarthron
Calliarthron, rod crvenih algi smješten u potporodicu Corallinoideae, dio porodice Corallinaceae. Postoji dvije priznate vrste. Tipična je morska alga C. cheilosporioides uz pacifičku obalu Kalifornije i Meksika
Rod je opisan 1937.

## Vrste
1. Calliarthron cheilosporioides Manza
2. Calliarthron tuberculosum (Postels & Ruprecht) E.Y.Dawson